# Wyllieite
La wyllieite è un minerale.